# مین‌گذار مینو
مین‌گذار مینو (به انگلیسی: Japanese minelayer Minoo) یک کشتی بود که طول آن ۹۱٫۷ متر (۳۰۱ فوت) بود. این کشتی  در سال ۱۹۴۵ ساخته شد.